# Campionatul Mondial de Cros din 1992
A 20-a ediție a Campionatului Mondial de Cros s-a desfășurat pe 21 martie 1992 la Boston, Statele Unite. Au participat 580 de sportivi din 53 de țări.

## Rezultate

### Masculin
| Loc | Sportiv          | Timp  |
| --- | ---------------- | ----- |
| 1   | John Ngugi       | 37:05 |
| 2   | William Mutwol   | 37:17 |
| 3   | Fita Bayissa     | 37:18 |
| 4   | Khalid Skah      | 37:20 |
| 5   | Richard Chelimo  | 37:21 |
| 6   | Steve Moneghetti | 37:23 |
| 7   | Dominic Kirui    | 37:26 |
| 8   | William Sigei    | 37:27 |
| 9   | Thierry Pantel   | 37:30 |
| 10  | Bruno Le Stum    | 37:33 |

| Loc | Țară | Puncte                                 |
| --- | --- | -------------------------------------- |
|     | Kenya John Ngugi William Mutwol Richard Chelimo Dominic Kirui William Sigei Ondoro Osoro Sammy Lelei                                                 | 46 1 2 5 7 8 23 (77)                   |
|     | Franța Thierry Pantel Bruno Le Stum Antonio Martins Pascal Thiébaut Jean-Louis Prianon Antonio Rapisarda Pascal Fetizon Paul Arpin Mickael Dufermont | 145 9 10 12 21 45 48 (173) (NT) (NT)   |
|     | Regatul Unit Richard Nerurkar Eamonn Martin Dave Clarke Andy Bristow Paul Dugdale Mark Dalloway Paul Roden Tommy Murray Chris Robison                | 147 15 17 20 26 33 36 (85) (104) (115) |
| 4   | Spania Pere Arco Martín Fiz José Manuel García José Carlos Adán Carlos de la Torre Antonio Pérez José Ramon Moreno Francisco Guerra Juan Ramón Muñoz | 171 16 24 27 28 37 39 (70) (80) (147)  |
| 5   | Italia Renato Gotti Francesco Bennici Christian Leuprecht Salvatore Bettiol Umberto Pusterla Vincenzo Modica Enrico Vivian Paolo Donati Stefano Mei  | 246 29 31 32 35 38 81 (86) (181) (NT)  |
| 6   | Maroc Khalid Skah Hammou Boutayeb Mohamed El Massoudi Brahim Boutayeb Salah Hissou Lahoussine Siba Hamid Essebani Abderrahim Zitouna Elarbi Khattabi | 247 4 22 42 56 57 66 (109) (143) (166) |

### Feminin
| Loc   | Sportivă            | Timp  |
| ----- | ------------------- | ----- |
| 1     | Lynn Jennings       | 21:16 |
| 2     | Catherina McKiernan | 21:18 |
| 3     | Albertina Dias      | 21:19 |
| 4     | Vicki Huber         | 21:34 |
| 5     | Nadia Dandolo       | 21:35 |
| 6     | Qu Yunxia           | 21:36 |
| 7     | Sonia O'Sullivan    | 21:37 |
| 8     | Jill Hunter         | 21:39 |
| 9     | Susan Sirma         | 21:40 |
| 10    | Luchia Yeshak       | 21:42 |
| [...] |                     |       |
| 19    | Iulia Negură        | 21:54 |
| 25    | Elena Fidatov       | 22:05 |
| 40    | Iulia Ionescu       | 22:21 |
| 45    | Anuța Cătună        | 22:24 |
| 84    | Cristina Misaroș    | 22:59 |

| Loc | Țară | Puncte                   |
| --- | --- | ------------------------ |
|     | Kenya Susan Sirma Hellen Kimaiyo Jane Ngotho Hellen Chepngeno Pauline Konga                                      | 47 9 11 12 15 (90)       |
|     | Statele Unite ale Americii Lynn Jennings Vicki Huber Annette Peters Sylvia Mosqueda Melinda Schmidt Lisa Karnopp | 77 1 4 30 42 (47) (89)   |
|     | Etiopia Luchia Yeshak Merima Denboba Getenesh Urge Berhane Adere Tigist Moreda Derartu Tulu                      | 96 10 20 28 38 (NT) (NT) |
| 4   | Irlanda Catherina McKiernan Sonia O'Sullivan Geraldine Hendricken Monica O'Reilly Teresa Duffy Breda Dennehy     | 103 2 7 31 63 (65) (92)  |
| 5   | Portugalia Albertina Dias Conceição Ferreira Fernanda Marques Mónica Gama Manuela Machado Felicidade Sena        | 115 3 18 43 51 (58) (72) |
| 6   | România · Iulia Negură · Elena Fidatov · Iulia Ionescu · Anuța Cătună · Cristina Misaroș                         | 129 19 25 40 45 (84)     |

### Juniori
| Loc | Sportiv            | Timp  |
| --- | ------------------ | ----- |
| 1   | Ismael Kirui       | 23:27 |
| 2   | Haile Gebrselassie | 23:35 |
| 3   | Josephat Machuka   | 23:37 |
| 4   | Josephat Kiprono   | 23:45 |
| 5   | Tegenu Abebe       | 23:50 |
| 6   | Francis Nade       | 23:54 |
| 7   | Yasuyuki Watanabe  | 23:58 |
| 8   | Gerbaba Eticha     | 24:16 |
| 9   | Antony Mwingereza  | 24:19 |
| 10  | Samuel Otieno      | 24:20 |

| Loc | Țară | Puncte                    |
| --- | --- | ------------------------- |
|     | Kenya Ismael Kirui Josephat Machuka Josephat Kiprono Samuel Otieno Mark Kipsang Too                            | 18 1 3 4 10 (11)          |
|     | Etiopia Haile Gebrselassie Tegenu Abebe Gerbaba Eticha Tesgie Legesse                                          | 28 2 5 8 13               |
|     | Japonia Yasuyuki Watanabe Kazuhiro Kawauchi Masaki Yamamoto Daisuke Isomatsu Ryoji Maeda Shigekazu Taguchi     | 90 7 12 32 39 (42) (49)   |
| 4   | Maroc Hicham El Guerrouj Mimoun Rahmouni Abderrazak Marchoud Mohamed Belasri Mohamed Oulahmidi Mustapha Ouaziz | 103 14 16 33 40 (43) (52) |
| 5   | Italia Maurizio Leone Maurizio Gemetto Antonio Andriani Marco Mattiello Francesco Germano                      | 128 18 20 44 46 (95)      |
| 6   | Regatul Unit Kevin Toher David Robertson Colin Jones Spencer Barden Jon Wild Richard Collier                   | 135 26 30 31 48 (62) (83) |

### Junioare
| Loc   | Sportiv           | Timp  |
| ----- | ----------------- | ----- |
| 1     | Paula Radcliffe   | 13:30 |
| 2     | Wang Junxia       | 13:35 |
| 3     | Lydia Cheromei    | 13:43 |
| 4     | Jennifer Clague   | 13:44 |
| 5     | Anja Smolders     | 13:58 |
| 6     | Janeth Caizalitín | 14:00 |
| 7     | Elena Coșoveanu   | 14:02 |
| 8     | Zhang Lirong      | 14:03 |
| 9     | Gete Wami         | 14:04 |
| 10    | Denisa Costescu   | 14:05 |
| [...] |                   |       |
| 20    | Gabriela Szabo    | 14:12 |
| 22    | Ileana Dorca      | 14:15 |
| 70    | Ana Nanu          | 15:06 |

| Loc | Țară                                                                                              | Puncte                    |
| --- | ------------------------------------------------------------------------------------------------- | ------------------------- |
|     | Etiopia Gete Wami Emebet Shiferaw Genet Gebregiorgis Kore Alemu Askale Bereda Alemitu Bekele      | 55 9 11 17 18 (34) (79)   |
|     | România · Elena Coșoveanu · Denisa Costescu · Gabriela Szabo · Ileana Dorca · Ana Nanu            | 59 7 10 20 22 (70)        |
|     | Kenya Lydia Cheromei Ruth Biwott Susan Chepkemei Pamela Chepchumba Catherine Kirui                | 59 3 13 16 27 (59)        |
| 4   | Regatul Unit Paula Radcliffe Jennifer Clague Sharon Murphy Karen Whetton Tanya Blake Kerry Mackay | 61 1 4 21 35 (36) (55)    |
| 5   | China Wang Junxia Zhang Lirong Zhang Linli Gu Dongmei                                             | 78 2 8 24 44              |
| 6   | Japonia Satoko Mizuuchi Azumi Miyazaki Keiko Kato Chiemi Takahashi Yoko Yamamoto Akiko Kato       | 103 19 23 30 31 (63) (80) |

## Clasament pe medalii
| Loc   | Țară                       | Aur | Argint | Bronz | Total |
| ----- | -------------------------- | --- | ------ | ----- | ----- |
| 1     | Kenya                      | 5   | 1      | 3     | 9     |
| 2     | Etiopia                    | 1   | 2      | 2     | 5     |
| 3     | Statele Unite ale Americii | 1   | 1      | 0     | 2     |
| 4     | Regatul Unit               | 1   | 0      | 1     | 2     |
| 5     | China                      | 0   | 1      | 0     | 1     |
| 5     | Franța                     | 0   | 1      | 0     | 1     |
| 5     | Irlanda                    | 0   | 1      | 0     | 1     |
| 5     | România                    | 0   | 1      | 0     | 1     |
| 9     | Italia                     | 0   | 0      | 1     | 1     |
| 9     | Japonia                    | 0   | 0      | 1     | 1     |
| Total | Total                      | 8   | 8      | 8     | 24    |